# Villanueva (Nikaragua)
Villanueva – miasto w Nikaragui, w departamencie Chinandega.